# Cabanac-et-Villagrains
 Cabanac-et-Villagrains  ist eine französische Gemeinde im Département Gironde in der Region Nouvelle-Aquitaine. Die Gemeinde liegt im näheren Einzugsgebiet der Stadt Bordeaux.  Während Cabanac-et-Villagrains im Jahr 1962 noch über 825 Einwohner verfügte, zählt man aktuell 2.400 Einwohner (Stand 1. Januar 2022).
Die Gemeinde gehört zum Kanton La Brède im Arrondissement Bordeaux.

## Bevölkerungsentwicklung
| Jahr                      | 1962 | 1968 | 1975 | 1982 | 1990 | 1999 | 2006 | 2016 |
| Einwohner                 | 965  | 895  | 808  | 930  | 1123 | 1437 | 2023 | 2375 |
| Quelle: Cassini und INSEE |      |      |      |      |      |      |      |      |

## Sehenswürdigkeiten

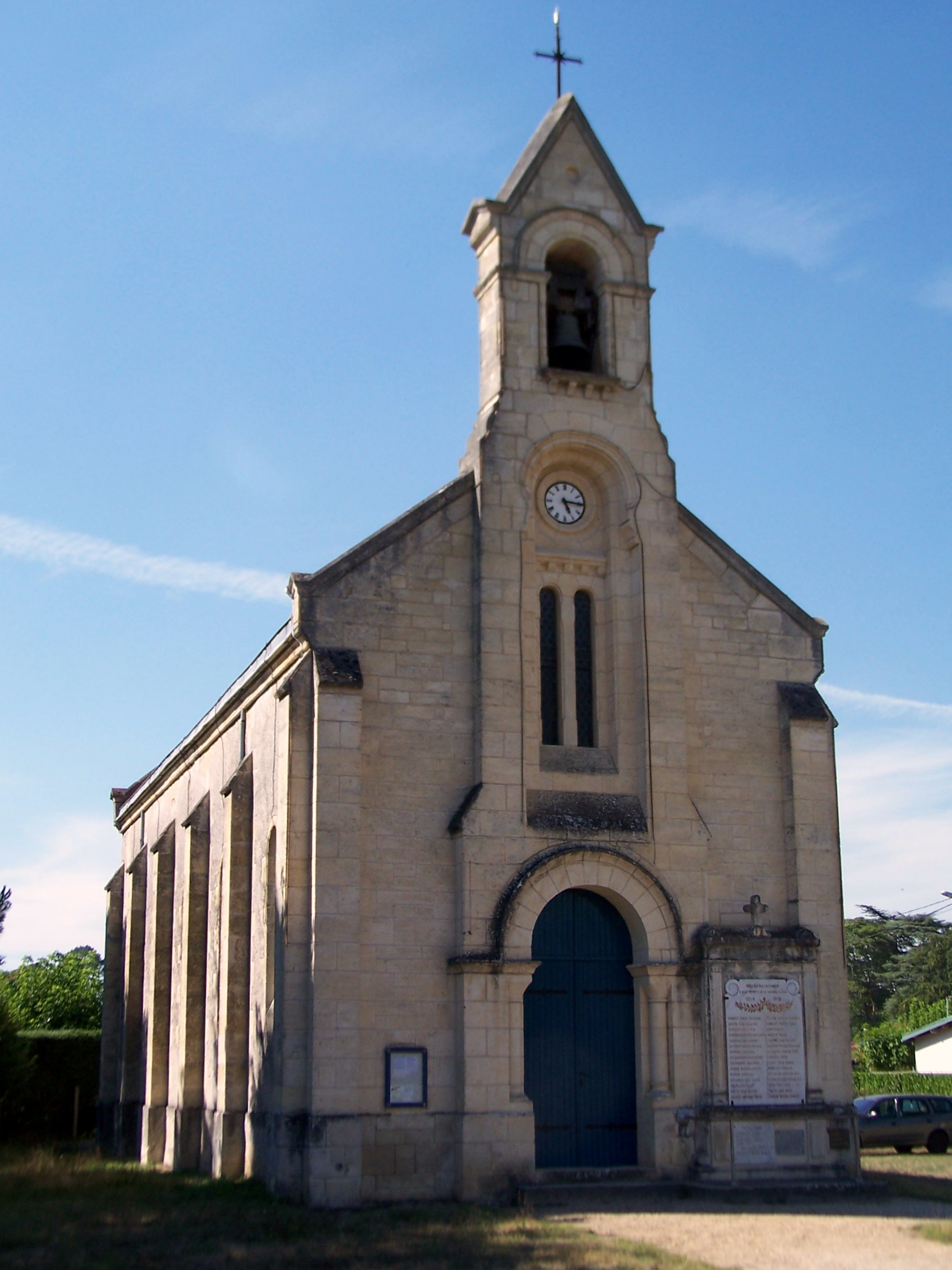
Kirche Saint-Jean in Villagrains

- Kirche Saint-Jean in Villagrains
- Kirche Saint-Martin in Cabanac

## Weinbau
Cabanac-et-Villagrains ist ein Weinbauort in der Weinbauregion Graves und wird vom Fluss Gat-Mort durchquert. Im Osten entspringt die Barboue.